# Рассказы, собранные в Удзи
«Рассказы, собранные в Удзи» (яп. 宇治拾遺物語 Удзи сюи моногатари) — памятник японской повествовательной прозы сэцува, относящийся к периоду Камакура.

## История создания
Имя автора-составителя и точное время создания сборника неизвестно. Несмотря на то, что наиболее ранний из дошедших до нас списков датируется XVI в., анализ языка памятника и описываемых исторических событий позволяет считать, что он был создан не позднее первой половины XIII в.
Произведение является компиляцией историй из разных сборников жанра сэцува эпохи Хэйан. В него вошло 197 историй, разбитых на пятнадцать свитков (яп. 巻 маки).
«Удзи сюи моногатари» записан на классическом японском языке (яп. 文語体 бунготай) с применением смешанного письма кандзи-кана-мадзири-бун (яп. 漢字仮字交じり文). До наших дней дошли одиннадцать списков и печатных изданий памятника, датируемых периодами Муромати (1336—1573) и Эдо (1603—1868).

## Название
Смысл названия сборника раскрывается в Предисловии, где содержится отсылка к «Рассказам дайнагона из Удзи», автором которых считался известный вельможа XI в. Минамото-но Такакуни. Как сообщает автор Предисловия, будучи в преклонном возрасте, Такакуни отошел от государственных дел и летние месяцы проводил в монастыре в местности Удзи, неподалеку от столицы. Он звал к себе проходивших мимо путников как высокого, так и низкого звания, и слушал их рассказы о прошлом. Считается, что именно из этих рассказов и составилась книга. В дальнейшем, как говорится в Предисловии, «люди сведущие» добавили к имеющимся рассказам более современные истории. Так появилась книга, получившая название «Удзи сюи моногатари».
Очень сложно судить о достоверности вышеописанных сведений, поскольку текст упомянутого сочинения Такакуни, даже если оно и существовало, утрачен. Однако сам по себе факт соотнесенности интересующего нас сборника с более ранними произведениями подобного рода не подлежит сомнению.

## Содержание
Построение рассказов в «Удзи сюи моногатари» непоследовательно и на первый взгляд лишено логики. Отсутствует классификация по темам, в отличие от его предшественника «Кондзяку моногатари», XII в. В сборнике можно найти самые различные как по содержанию, так и по настроению, истории — страшные и забавные, назидательные и легкомысленные, а то и вовсе срамные и глупые. К последним относятся реальные истории, произошедшие со столичными аристократами, имена которых открыто называются в рассказах. Однако значительная часть историй, особенно записанных после смерти Такакуни, имеет много общего с известными произведениями жанра сэцува, легендами старой Индии и Китая, а также текстами буддийских сутр. Особое внимание заслуживает сюжетная организация рассказов памятника, представленная «мозаичным» выстраиванием историй: с рассказом о достопочтенном аристократе соседствует скабрезная история, ревностный служитель Будды противопоставляется монаху-самозванцу, трудолюбивый ремесленник — воришке. Таким образом, в произведении ярко представлена социальная дифференциация того времени, разное духовное состояние и моральные устои общества. Именно в такой уникальной организации рассказов «Удзи сюи моногатари», которая на первый взгляд выглядит бессвязной и лишенной логики, и заключается его ценность.

## Значение
«Рассказы, собранные в Удзи» — это бесценный источник, предоставляющий широкие возможности для изучения японского буддизма позднехэйанского периода, представлявшего собой своеобразный синтез исконно японского синто, даосской магии, эзотерического буддизма и амидаизма. «Время, отраженное в произведении, было весьма непростым: буддийская церковь стала играть чуть ли не главную роль в духовной жизни населения, а каждая школа претендовала на звание носителя истинного вероучения. Ко всему прочему, 1052 год был назван первым годом наступления Последнего конца Закона Будды, согласно которому человечество вступало в последнюю и самую ужасную из кальп, когда, по учению Будды, в мире начались бы всякого рода беспорядки и катаклизмы. Население Японии бросилось искать спасение в молитве будде Амида и всемилостивом бодхисаттве Дзидзо» (Григорьева, 1993, с. 194—197). Неизбежным оказалось появление еретических проявлений амидаизма в виде массовых или единичных самоубийств.
Сборник «Удзи сюи моногатари» стал предвестником важного этапа в становлении жанра рассказа (новеллы), которому была суждена долгая жизнь в японской литературе. От этого сборника тянется прямая нить к творчеству Сайкаку, Акинари и дальше — в XX век, когда многие из его сюжетов были воплощены в произведениях таких прославленных мастеров, как Акутагава, Танидзаки и др.